# Boston (Kentucky)
Boston es un lugar designado por el censo ubicado en el condado de Nelson en el estado estadounidense de Kentucky. En el Censo de 2010 tenía una población de 266 habitantes y una densidad poblacional de 51,9 personas por km².

## Geografía
Boston se encuentra ubicado en las coordenadas 37°46′53″N 85°41′14″O / 37.78139, -85.68722. Según la Oficina del Censo de los Estados Unidos, Boston tiene una superficie total de 5.13 km², de la cual 5.08 km² corresponden a tierra firme y (0.81%) 0.04 km² es agua.

## Demografía
Según el censo de 2010, había 266 personas residiendo en Boston. La densidad de población era de 51,9 hab./km². De los 266 habitantes, Boston estaba compuesto por el 99.25% blancos, el 0.38% eran afroamericanos, el 0% eran amerindios, el 0.38% eran asiáticos, el 0% eran isleños del Pacífico, el 0% eran de otras razas y el 0% pertenecían a dos o más razas. Del total de la población el 0% eran hispanos o latinos de cualquier raza.